# 中国常驻维也纳联合国和其他国际组织代表团
中华人民共和国常驻维也纳联合国和其他国际组织代表团，通称中国常驻维也纳代表团，位于奥地利维也纳，是中华人民共和国政府常驻联合国维也纳办事处的外交代表机构，隶属于中华人民共和国外交部。

## 历史
1971年10月25日，聯合國大會以76票支持、35票反對、17票棄權、3國未投票，通過《聯合國大會2758號決議》：「恢復中華人民共和國政府在聯合國的一切合法權利」。
1971年11月15日，中華人民共和國代表團首次出席聯合國大會會議，擔任團長的中華人民共和國外交部副部長喬冠華發表重要講話。1985年5月，中华人民共和国常驻维也纳联合国和其他国际组织代表团在维也纳成立。

## 机构设置
根据有关规定，中国常驻联合国日内瓦办事处和瑞士其他国际组织代表团设置下列机构：
- 政治新闻处
- 国际条法处
- 军控处
- 原子能处
- 工业发展处
- 办公室